# トムバック
トムバック(Tombac)は亜鉛15%程度を含む銅合金である。日本では黄銅、または丹銅がこれにあたる。装飾品などに用いられる。

## 性質
- CuZn15（DIN：CuZn15; UNS：C23000; BS：CW 502L（CZ 102）; ISO：CuZn15） -とtombak ゴールド色、冷間成形のための非常に良い、押圧するのに適した、ハンマリング、またはエンボス加工
- CuZn12（標準化されていません）-CuZn15と同じ特性とアプリケーション、わずかに異なる色
- CuZn10（DIN：CuZn10; UNS：C22000; BS：CW 501L（CZ 101）; ISO：CuZn10）-CuZn15およびCuZn12と同様の特性と用途、顕著な赤みがかった色
- 白トムバック-亜鉛含有量10％のCuZn10、微量のヒ素
- エナメルトムバックまたはメールラートムバック -銅95％と亜鉛5％の合金で、エナメル処理に適しているため、その名前が付けられている